# Todiramphus nigrocyaneus
Todiramphus nigrocyaneus, conhecida como martim-caçador-escuro  é uma espécie de ave da família Alcedinidae.
Pode ser encontrada nos seguintes países: Indonésia e Papua-Nova Guiné.

## Subespécies
São reconhecidas três espécies:
- T. n. nigrocyaneus
- T. n. quadricolor
- T. n. stictolaema